# Duisburger Sporthilfe
Die Duisburger Sporthilfe hatte es sich zur Aufgabe gemacht, talentierte und leistungswillige Sportler aus Duisburger Vereinen in materieller und ideeller Hinsicht zu fördern.
Dieses erfolgte durch Fördergelder, die sich aus Spenden und Mitgliedsbeiträgen zusammensetzen, welche an Vereine und Einzel-Sportler ausgezahlt werden. Die Auswahl erfolgte durch eine Förderversammlung, in der über die im Laufe des Jahres eingereichten Anträge entschieden wurde.
Die Duisburger Sporthilfe e.V. hat sich zum 31. Dezember 2016 aufgelöst.

## Geschichte
Gegründet wurde die Duisburger Sporthilfe e.V. am 8. November 1989 mit damals 13 Mitgliedern. Ihr erster Vorsitzender war der Bundestagsabgeordnete Helmut Wieczorek.
Im Oktober 1991 übernahm Bürgermeister Clemens Fuhrmann den Vorstand der Duisburger Sporthilfe; die Mitgliederzahl war damals auf über 30 Personen angewachsen. Später wurde er Ehrenvorsitzender.

### Olympia Club
1997 wurde der Olympia Club mit Hilfe der IHK gegründet. Dieser fördert mit Hilfe namhafter Duisburger Unternehmen und Verbänden einzelne Sportler bis zu den jeweils nächsten Olympischen Spielen.
- Sabrina Mulrain (Leichtathletik): Die Leichtathletin wurde von 1997 bis 2000 im Hinblick auf die Olympischen Sommerspiele 2000 gefördert.
- Patrick Rodriguez Rubio (Turmspringen): Ab dem 29. November 2000 förderte die Duisburger Sporthilfe den Turmspringer für die Olympischen Sommerspiele 2008 in Peking.